# Chasmatonotus
Chasmatonotus is een muggengeslacht uit de familie van de Dansmuggen (Chironomidae).

## Soorten
- C. atripes Rempel, 1937
- C. bicolor Rempel, 1937
- C. bimaculatus Osten Sacken, 1877
- C. fascipennis Coquillett, 1905
- C. hyalinus Coquillett, 1905
- C. maculipennis Rempel, 1937
- C. unimaculatus Loew, 1864
- C. univittatus Coquillett, 1900